# Gavarra (métro de Barcelone)
Gavarra est une station de la ligne 5 du métro de Barcelone.

## Histoire
La station ouvre au public en 1983, avec la mise en service d'un prolongement de la ligne 5.